# Rallye Italien 2009
Die 6. Rallye Sardinien war der sechste Lauf zur FIA-Rallye-Weltmeisterschaft 2009. Die Rallye bestand aus 17 Wertungsprüfungen und wurde vom 22. bis zum 24. Mai ausgetragen.

## Bericht
Vor der Rallye auf Sardinien war über die Taktik gesprochen worden. Tatsächlich spielten Sébastien Loeb (Citroën) und Mikko Hirvonen (Ford) schon am Freitagabend um die Startpositionen für den Samstag. Jari-Matti Latvala (Ford) beteiligte sich nicht am Taktieren und dominierte die Rallye von Anfang an. Latvala lag seit der ersten Wertungsprüfung an der Spitze und konnte seine Führung am zweiten Tag trotz der schlechtesten Startposition behaupten. Am letzten Tag der Rallye stellte sich heraus, dass Startplatz eins gar ein großer Vorteil war. Während alle Fahrer mit dem dichten Staub der vorherfahrenden Fahrzeuge zu kämpften hatten, profitierte Latvala von freier Sicht und konnte dem Feld enteilen. Hirvonen, in der Weltmeisterschaft auf dem zweiten Rang, hatte gehofft, dass er gewinnt, wenn der WM-Führende Loeb ein Problem bekommt. Doch nun wurde er von seinem Teamkollegen geschlagen. Für Sébastien Loeb lief es nicht nach Plan. Am Freitag sah es noch gut aus für ihn, am Freitagabend ließ er sich taktisch zurückfallen auf Rang drei, um am Samstag nicht als erster starten zu müssen. Doch mehrere Probleme machten seine Rallye am Samstag schwierig. Zunächst hatte er Bremsprobleme, dann kassierte er eine Zehn-Sekunden-Strafe wegen Zuspätkommens an eine Wertungsprüfung. In der elften Prüfung waren seine Siegträume dahin, als er wegen eines Reifenschadens über eine Minute verlor. Die FIA-Kommissare gaben dem Citroën-Pilot nachträglich eine Zeitstrafe von zwei Minuten. Sie kamen zu dem Schluss, dass Loeb und sein Copilot Daniel Elena nach ihrem Reifenwechsel am Samstagnachmittag nicht ordnungsgemäß angeschnallt waren. So kam Petter Solberg (Citroën) auf Rang drei, trotz Lenkungsproblemen in den letzten WPs.
In der PWRC-Wertung war die Entscheidung um den Sieg spannend. Am Ende sicherte sich Nasser Al-Attiyah den Sieg mit 1,5 Sekunden Vorsprung auf Patrik Sandell. In der JWRC siegte Martin Prokop trotz zahlreichen Problemen und mehreren Zeitstrafen vor Michał Kościuszko und Aaron Burkart.

## Klassifikationen

### Endresultat
| Pos  | Fahrer             | Beifahrer            | Auto                           | Zeit      | Rückstand | Punkte |
| WRC  | WRC                | WRC                  | WRC                            | WRC       | WRC       | WRC    |
| ---- | ------------------ | -------------------- | ------------------------------ | --------- | --------- | ------ |
| 1    | Jari-Matti Latvala | Miikka Anttila       | Ford Focus RS WRC              | 4:00:55.7 | 00:00.0   | 10     |
| 2    | Mikko Hirvonen     | Jarmo Lehtinen       | Ford Focus RS WRC              | 4:01:25.1 | 00:29.4   | 8      |
| 3    | Petter Solberg     | Phil Mills           | Citroën Xsara WRC              | 4:02:53.3 | 01:57.6   | 6      |
| 4    | Sébastien Loeb     | Daniel Elena         | Citroën C4 WRC                 | 4:04:39.4 | 03:43.7   | 5      |
| 5    | Jewgeni Nowikow    | Dale Moscatt         | Citroën C4 WRC                 | 4:06:07.5 | 05:11.8   | 4      |
| 6    | Matthew Wilson     | Scott Martin         | Ford Focus RS WRC              | 4:08:25.0 | 07:29.3   | 3      |
| 7    | Mads Østberg       | Veronica Engan       | Subaru Impreza WRC             | 4:14:16.3 | 13:20.6   | 2      |
| 8    | Henning Solberg    | Cato Menkerud        | Ford Focus RS WRC              | 4:14:16.9 | 13:21.2   | 1      |
| PWRC |                    |                      |                                |           |           |        |
| 1    | Nasser Al-Attiyah  | Giovanni Bernacchini | Subaru Impreza WRX STi         | 4:20:39.4 | 00:00.0   | 10     |
| 2    | Patrik Sandell     | Emil Axelsson        | Škoda Fabia S2000              | 4:20:40.9 | 00:01.5   | 8      |
| 3    | Armindo Araújo     | Ramalho Miguel       | Mitsubishi Lancer Evolution IX | 4:24:23.5 | 03:44.1   | 6      |
| 4    | Patrick Flodin     | Göran Bergsten       | Subaru Impreza                 | 4:27:14.9 | 06:35.5   | 5      |
| 5    | Eyvind Brynildsen  | Denis Giraudet       | Mitsubishi Lancer Evolution IX | 4:34:37.9 | 13:58.5   | 4      |
| 6    | Frederic Sauvan    | Sebastien Capanna    | Mitsubishi Lancer Evolution IX | 4:47:14.5 | 26:35.1   | 3      |
| 7    | Gianluca Linari    | Paolo Gregoriani     | Subaru Impreza WRX STi         | 4:48:10.7 | 27:31.3   | 2      |
| 8    | Gabor Mayer        | Robert Tagai         | Subaru Impreza                 | 4:48:11.3 | 27:31.9   | 1      |
| JWRC |                    |                      |                                |           |           |        |
| 1    | Martin Prokop      | Jan Tománek          | Citroën C2 S1600               | 4:23:40.6 | 00:00.0   | 10     |
| 2    | Michał Kościuszko  | Maciek Szczepaniak   | Suzuki Swift S1600             | 4:23:53.8 | 00:13.2   | 8      |
| 3    | Aaron Burkart      | Michael Kölbach      | Suzuki Swift S1600             | 4:31:55.4 | 08:14.8   | 6      |
| 4    | Yoann Bonato       | Benjamin Boulloud    | Suzuki Swift S1600             | 4:34:45.2 | 11:04.5   | 5      |
| 5    | Alessandro Bettega | Simone Scattolin     | Renault Clio R3                | 4:35:40.2 | 11:59.5   | 4      |
| 6    | Hans Weijs jr      | Bjorn Degandt        | Citroën C2 S1600               | 4:37:14.2 | 13:33.5   | 3      |
| 7    | Simone Bertolotti  | Luca Celestini       | Suzuki Swift S1600             | 5:13:03.0 | 49:22.4   | 2      |

### Wertungsprüfungen
| Tag                                | WP                                 | Name           | Länge    | Start MESZ         | Gewinner           | Beifahrer         | Auto              | Zeit    | Leader             |
| ---------------------------------- | ---------------------------------- | -------------- | -------- | ------------------ | ------------------ | ----------------- | ----------------- | ------- | ------------------ |
| Tag 1 (22. Mai)                    | WP1                                | Sa Conchedda 1 | 14,99 km | 09:32              | Jari-Matti Latvala | Miikka Anttila    | Ford Focus RS WRC | 10:33.3 | Jari-Matti Latvala |
| Tag 1 (22. Mai)                    | WP2                                | Loelle 1       | 22,3 km  | 10:08              | Dani Sordo         | Marc Martì        | Citroën C4 WRC    | 13:41.6 | Jari-Matti Latvala |
| Tag 1 (22. Mai)                    | WP3                                | Crastazza 1    | 27,81 km | 10:43              | Jari-Matti Latvala | Miikka Anttila    | Ford Focus RS WRC | 18:24.8 | Jari-Matti Latvala |
| Tag 1 (22. Mai)                    | Service Olbia, 12:55 Uhr (30 Min.) |                |          |                    |                    |                   |                   |         | Jari-Matti Latvala |
| Tag 1 (22. Mai)                    | WP4                                | Sa Conchedda 2 | 14,99 km | 14:57              | Jari-Matti Latvala | Miikka Anttila    | Ford Focus RS WRC | 10:16.3 | Jari-Matti Latvala |
| Tag 1 (22. Mai)                    | WP5                                | Loelle 2       | 22,3 km  | 15:33              | Sébastien Loeb     | Daniel Elena      | Citroën C4 WRC    | 13:19.8 | Jari-Matti Latvala |
| Tag 1 (22. Mai)                    | WP6                                | Crastazza 2    | 27,81 km | 16:08              | Jari-Matti Latvala | Miikka Anttila    | Ford Focus RS WRC | 17:57.0 | Jari-Matti Latvala |
| Tag 1 (22. Mai)                    | Service Olbia, 18:00 Uhr (45 Min.) |                |          |                    |                    |                   |                   |         | Jari-Matti Latvala |
| Tag 2 (23. Mai)                    |                                    |                |          |                    |                    |                   |                   |         | Jari-Matti Latvala |
| Service Olbia, 06:30 Uhr (15 Min.) |                                    |                |          |                    |                    |                   |                   |         | Jari-Matti Latvala |
| WP7                                | Sa Linea 1                         | 14,2 km        | 08:45    | Mikko Hirvonen     | Jarmo Lehtinen     | Ford Focus RS WRC | 09:10.5           |         | Jari-Matti Latvala |
| WP8                                | Fiorentini 1                       | 22,02 km       | 09:31    | Sébastien Loeb     | Daniel Elena       | Citroën C4 WRC    | 18:06.4           |         | Jari-Matti Latvala |
| WP9                                | Monte Lerno 1                      | 29,15 km       | 10:32    | Sébastien Loeb     | Daniel Elena       | Citroën C4 WRC    | 19:36.7           |         | Jari-Matti Latvala |
| Service Olbia, 12:35 Uhr (30 Min.) |                                    |                |          |                    |                    |                   |                   |         | Jari-Matti Latvala |
| WP10                               | Sa Linea 2                         | 14,2 km        | 15:05    | Mikko Hirvonen     | Jarmo Lehtinen     | Ford Focus RS WRC | 09:05.4           |         | Jari-Matti Latvala |
| WP11                               | Fiorentini 2                       | 22,02 km       | 15:51    | Petter Solberg     | Phil Mills         | Citroën Xsara WRC | 17:53.3           |         | Jari-Matti Latvala |
| WP12                               | Monte Lerno 2                      | 29,15 km       | 16:52    | Sébastien Loeb     | Daniel Elena       | Citroën C4 WRC    | 18:58.6           |         | Jari-Matti Latvala |
| Service Olbia, 18:30 Uhr (45 Min.) |                                    |                |          |                    |                    |                   |                   |         | Jari-Matti Latvala |
| Tag 3 (24. Mai)                    |                                    |                |          |                    |                    |                   |                   |         | Jari-Matti Latvala |
| Service Olbia, 06:00 Uhr (15 Min.) |                                    |                |          |                    |                    |                   |                   |         | Jari-Matti Latvala |
| WP13                               | Monte Olia 1                       | 19,31 km       | 07:08    | Jari-Matti Latvala | Miikka Anttila     | Ford Focus RS WRC | 14:24.3           |         | Jari-Matti Latvala |
| WP14                               | Sorillis 1                         | 18,66 km       | 07:42    | Jari-Matti Latvala | Miikka Anttila     | Ford Focus RS WRC | 14:21.1           |         | Jari-Matti Latvala |
| Service Olbia, 09:03 Uhr (30 Min.) |                                    |                |          |                    |                    |                   |                   |         | Jari-Matti Latvala |
| WP15                               | Arzachena                          | 10,24 km       | 10:19    | Henning Solberg    | Cato Menkerud      | Ford Focus RS WRC | 05:46.7           |         | Jari-Matti Latvala |
| WP16                               | Monte Olia 2                       | 19,31 km       | 11:46    | Henning Solberg    | Cato Menkerud      | Ford Focus RS WRC | 14:02.6           |         | Jari-Matti Latvala |
| WP17                               | Sorillis 2                         | 18,66 km       | 12:20    | Sébastien Loeb     | Daniel Elena       | Citroën C4 WRC    | 13:48.3           |         | Jari-Matti Latvala |
| Service Olbia, 13:24 Uhr (10 Min.) |                                    |                |          |                    |                    |                   |                   |         | Jari-Matti Latvala |

### Gewinner Wertungsprüfungen
| WP                 | Anzahl | Fahrer             | Auto              |
| ------------------ | ------ | ------------------ | ----------------- |
| 1, 3, 4, 6, 13, 14 | 6      | Jari-Matti Latvala | Ford Focus RS WRC |
| 5, 8, 9, 12, 17    | 5      | Sébastien Loeb     | Citroën C4 WRC    |
| 7, 10              | 2      | Mikko Hirvonen     | Ford Focus RS WRC |
| 15, 16             | 2      | Henning Solberg    | Ford Focus RS WRC |
| 2                  | 1      | Dani Sordo         | Citroën C4 WRC    |
| 11                 | 1      | Petter Solberg     | Citroën Xsara WRC |

### Fahrer-WM nach der Rallye
| Pos. | Fahrer          | Punkte |
| ---- | --------------- | ------ |
| 1    | Sébastien Loeb  | 55     |
| 2    | Mikko Hirvonen  | 38     |
| 3    | Dani Sordo      | 33     |
| 4    | Henning Solberg | 21     |
| 5    | Petter Solberg  | 20     |

### Team-Weltmeisterschaft
| Pos. | Team                | Punkte |
| ---- | ------------------- | ------ |
| 1    | Citroën WRT         | 90     |
| 2    | Ford WRT            | 61     |
| 3    | Stobart WRT         | 44     |
| 4    | Citroën Junior Team | 18     |